# Гуторов, Пётр Михайлович
Пётр Миха́йлович Гуторов (1933—1991) — советский металлург, Почётный металлург СССР, депутат Верховного Совета СССР 9-го созыва (1974—1979).

## Биография
Родился в 1933 году.
В 1951 году, после окончания ремесленного училища, устроился на Новолипецкий металлургический завод (НЛМЗ, ныне — комбинат, НЛМК) слесарем доменного цеха. В 1953—1954 годах служил в Советской Армии, после чего вернулся на НЛМК слесарем-наладчиком. Без отрыва от производства окончил техникум, получив специальность оператора установки непрерывной разливки стали. С новой специальностью стал работать в кислородно-конвертерном цехе, участвовал в пуске нового оборудования.
В 1967 году Пётр Гуторов, как один из лучших специалистов завода, был отправлен в командировку в Финляндию, где помогал финским металлургам запустить установку непрерывной разливки стали, аналогичную имеющейся на НЛМЗ.
В 1974 году Пётр Михайлович был избран депутатом Совета Союза Верховного Совета СССР IX созыва (1974—1979) от Липецкого избирательного округа № 225, был членом Комиссии по торговле, бытовому обслуживанию и коммунальному хозяйству Совета Союза. В том же году его назначили старшим оператором кислородно-конвертерного цеха, в этой должности он проработал до 1982 года.
В 1976 году был избран делегатом XXV съезда КПСС.
Умер в 1991 году в Липецке.

## Награды
- орден Ленина;
- Медаль «За доблестный труд. В ознаменование 100-летия со дня рождения Владимира Ильича Ленина» (1970);
- медаль «Ветеран труда»;
- Почётный металлург СССР;
- Почётный работник НЛМЗ (1979).